# 정병진 (컬링 선수)
정병진(1996년 10월 25일~)은 대한민국의 컬링 선수이다.